# Амедео Варезе
Амедео Варезе (італ. Amedeo Varese, 2 липня 1890, Сеттімо-Роттаро — 4 січня 1969, Салуццо) — італійський футболіст, що грав на позиції півзахисника, зокрема за клуби «Мілан» та «Казале», а також національну збірну Італії.

## Клубна кар'єра
У дорослому футболі дебютував 1909 року виступами за команду «Казале», в якій до переривання футбольних змагань у період Першої світової війни провів шість сезонів, взявши участь у 83 матчах чемпіонату. У сезоні 1913/14 допоміг здобути перший і єдиний у її історії титул чемпіона Італії.
В турнірах воєнного часу провів одну гру за «Модену», а у повоєнні роки грав за «Мілан». У сезоні 1919/20, забивши 23 голи у 18 іграх, став найкращим бомбардиром італійської футбольної першості.
1921 року повернувся до клубу «Казале», виступами за команду якого через два роки й завершив ігрову кар'єру.

## Виступи за збірну
1913 року дебютував в офіційних матчах у складі національної збірної Італії. Загалом протягом кар'єри у національній команді, яка тривала два роки, провів у її формі 5 матчів.
Помер 4 січня 1969 року на 79-му році життя в Салуццо.
| Дата      | Місто    | Господарі | Результат | Гості     | Турнір           | Голи | Примітки |
| --------- | -------- | --------- | --------- | --------- | ---------------- | ---- | -------- |
| 12-1-1913 | Сент-Уан | Франція   | 1 – 0     | Італія    | товариський матч | -    |          |
| 11-1-1914 | Мілан    | Італія    | 0 – 0     | Австрія   | товариський матч | -    |          |
| 29-3-1914 | Турин    | Італія    | 2 – 0     | Франція   | товариський матч | -    |          |
| 5-4-1914  | Генуя    | Італія    | 1 – 1     | Швейцарія | товариський матч | -    |          |
| 17-5-1914 | Берн     | Швейцарія | 0 – 1     | Італія    | товариський матч | -    |          |
| Усього    |          | Матчів    | 5         |           | Голів            | 0    |          |

## Титули і досягнення
- Найкращий бомбардир чемпіонату Італії (1):

«Казале»: 1913-1914
- Найкращий бомбардир чемпіонату Італії (1):

1919-1920 (23 голи)